# Pygmalion (1938)
Pygmalion is een Britse film uit 1938 onder regie van Anthony Asquith en Leslie Howard. De film is gebaseerd op het gelijknamige toneelstuk van George Bernard Shaw. Omdat een jaar eerder een Nederlandse verfilming werd uitgebracht, werd deze verfilming in Nederland uitgebracht onder de titel De Engelsche Pygmalion.

## Verhaal
Professor Henry Higgins is een spraakleraar die op een avond Eliza Doolittle tegen het lijf loopt in Covent Garden. Hij is sprakeloos van haar ongemanierde taal en houding. Geïnspireerd gaat hij een weddenschap aan met zijn vriend Pickering dat hij binnen zes maanden een dame van haar kan maken. Eliza, die werkt als een armoedige bloemenverkoopster op straat, denkt dat ze meer kansen heeft als verkoopster als ze netjes kan praten en besluit mee te werken.
De volgende morgen trekt ze bij hem in, maar is al snel vastberaden te vertrekken. Ze kan niet goed overweg met zijn arrogantie en gebrek aan medeleven en sympathie. Al vanaf de eerste dag schreeuwt hij tegen haar en vergeet regelmatig dat ze ook van vlees en bloed is. Toch begint ze langzaam maar zeker van hem te leren. Op een dag besluit hij haar kennis op de proef te stellen en nodigt haar uit voor een sociale gelegenheid bij zijn moeder, een rijke socialite. Hoewel ze elk woord perfect kan uitspreken, weet ze haar zinnen nog steeds niet op een propere manier te formuleren.
Dit zorgt voor veel komische momenten en al snel valt gast Freddy als een blok voor haar. Hij probeert Eliza regelmatig te bezoeken, maar Higgins stuurt hem elke keer weer weg. Ondertussen maakt ze zich gereed voor het bal, waar de belangrijkste mensen van heel Londen aanwezig zullen zijn. Ze maakt een goede indruk op iedereen en vrijwel elke gast vraagt zich af wie de welgemanierde dame is en waar ze vandaan komt. De een denkt dat het een filmster is en een oud-leerling van Higgins beweert zelfs dat ze de prinses van Hongarije is.
Na het bal is Higgins blij dat hij zijn doel heeft gehaald en dat het harde werk erop zit. Eliza voelt zich echter gekwetst en weet niet hoe het verder met haar moet. Ze denkt dat Higgins haar nu aan de kant zal schuiven en krijgt ruzie met hem. Ze stormt het huis uit en stort zich in de armen van Freddy, voordat ze haar toevlucht zoekt bij de moeder van Higgins. De volgende dag probeert Higgins haar overal te vinden en als hij haar aantreft zetten ze hun ruzie voort. Uiteindelijk geeft hij toe dat hij niet zonder haar kan leven. Eliza gaat aanvankelijk weg om met Freddy mee te gaan, maar keert al snel terug naar Higgins.

## Rolverdeling
| Acteur           | Personage                |
| ---------------- | ------------------------ |
| Leslie Howard    | Professor Henry Higgins  |
| Wendy Hiller     | Eliza Doolittle          |
| Scott Sunderland | Kolonel George Pickering |
| Jean Cadell      | Mevrouw Pierce           |
| Marie Lohr       | Mevrouw Higgins          |
| Wilfrid Lawson   | Alfred Doolittle         |
| David Tree       | Freddy Eynsford-Hill     |
| Everley Gregg    | Mevrouw Eynsford-Hill    |
| Leueen MacGrath  | Clara Eynsford-Hill      |
| Esme Percy       | Graaf Aristid Karpathy   |
| Violet Vanbrugh  | Ambassadrice             |
| Leo Genn         | Prins                    |

## Achtergrond

### Productie
Samuel Goldwyn was de eerste Amerikaanse filmproducent die toneelschrijver George Bernard Shaw benaderde voor een verfilming van zijn toneelstuk Pygmalion. Shaw wees dit aanbod af, omdat hij meer onder de indruk was van de integriteit van producent Gabriel Pascal. Pascal wilde aanvankelijk Shaws toneelstuk The Devil's Disciple verfilmen, maar Shaw raadde hem aan te beginnen met het verfilmen van Pygmalion. Shaw was terughoudend met het verlenen van toestemming voor een verfilming, omdat hij de eerdere Europese verfilmingen verschrikkelijk vond. Hiermee verwees hij terug naar onder andere de Nederlandse verfilming uit 1937, die hij verafschuwde omdat het einde anders was dan het toneelstuk.
Toen Pascal eenmaal de filmrechten had, had hij nog geen filmstudio gevonden die de film zou distribueren. Hij was voor een korte periode verbonden aan Columbia Pictures, maar verliet de studio, omdat hij niet vond dat ze het verhaal goed begrepen. Hij richtte vervolgens zijn eigen filmmaatschappij op in Londen voor 350.000 dollar en huurde ervaren toneelacteurs uit Engeland in om te werken als figuranten in de film, voor een bedrag van 15 pond per dag. Daarnaast gaf hij de acteurs slechts twee weken de tijd om zich voor te bereiden. Hoewel Shaw werd beloofd dat het filmscenario hetzelfde zou zijn als die van het toneelstuk, werden er 14 scènes aan toegevoegd om het meer 'filmisch' te maken. Shaw vertelde trots dat hij hier verantwoordelijk voor was, maar feitelijk werd hij gesteund door drie scenarioschrijvers.
Anthony Asquith werd aangewezen om de film te regisseren. Het zou zijn eerste grote film worden. Shaw stond erop dat Wendy Hiller Eliza Doolittle zou vertolken. Hij had haar eerder gezien op het toneel en was diep onder de indruk van haar. Ondertussen benaderde Pascal Leslie Howard om de rol van Higgins op zich te nemen. Hoewel Howard verwachtte dat de film een flop zou worden, accepteerde hij de rol, uit respect voor Shaw. Shaw vond dat Howard niet geschikt was voor de rol en zag liever Charles Laughton de rol spelen. Toen hij dit vertelde aan Pascal, antwoordde hij dat met Howard in de hoofdrol, de kans dat de film een succes zou worden in Amerika groter zou zijn. Howard zou, op aanraden van Pascal, de film later ook co-regisseren. Shaw was niet betrokken bij de film tijdens de opnames. Pascal, daarentegen, was dagelijks te vinden op de set. Dit wekte veel irritatie bij de filmploeg. Hiller vertelde dat hij constant iedereen onderbrak en de opnames ophield.

### Ontvangst
Pygmalion ging op 6 oktober 1938 in première in het Leicester Square Theatre. Shaw was onder de indruk van het resultaat en schreef Pascal een brief om hem te feliciteren met zijn 'triomf'. Hij gaf hem later toestemming om meer van zijn toneelstukken te verfilmen, waaronder Major Barbara (1941), Caesar and Cleopatra (1945) en Androcles and the Lion (1952). In augustus 1938 kwam Pascal in overeenstemming met Metro-Goldwyn-Mayer om de film in de Verenigde Staten via die studio uit te brengen. Wel moesten er enkele wijzigingen aangebracht worden. In Amerika waren er enkele problemen met het taalgebruik in de film. Het woord damn mocht niet gebruikt worden en moest vervangen worden door hang of confounded. Dit was te danken aan de Hays Code, een strenge filmkeuring in de jaren 30. Producent David O. Selznick maakte hier vlak na de première van Pygmalion een einde aan. Al in 1939 werd voor het eerst het woord damn gebruikt in een Amerikaanse film, namelijk in Gone with the Wind.
De film werd een groot succes bij zowel de critici als het publiek. Het werd genomineerd voor vier Academy Awards en won er daaruit een. Shaw mocht de Oscar mee naar huis nemen, maar was niet aanwezig bij de ceremonie. Hij was niet enthousiast over de prijs en vertelde dat hij beledigd was erkenning te krijgen, omdat hij voelde dat dit betekende dat niemand van hem afwist. Volgens menig bron heeft Shaw uiteindelijk nooit de Oscar ontvangen, maar zijn kennis Mary Pickford beweerde dat hij het beeld goed bewaarde en er eigenlijk heel trots op was. De film werd vooral populair in Engeland en bracht daar meer geld op dan een film ooit heeft gedaan. Het kreeg er meerdere re-releases, waaronder in 1944, 1949 en 1953.
In 1964 werd de film opnieuw gemaakt als musical onder de titel My Fair Lady (1964). Volgens filmkenners is die film vooral gebaseerd op deze verfilming. In 1976 kwam de film opnieuw in het nieuws toen de filmmaatschappij Janus films ophef maakte door de filmrechten te kopen voor 35.000 dollar. De maatschappij beweerde dat de titel zich in het publiek domein bevindt en omdat de auteursrechten al sinds 1966 niet vernieuwd waren, ze vrij waren om de filmrechten te claimen. In 1980 kreeg Janus Films zijn zin.

## Prijzen en nominaties
| Jaar | Prijs          | Categorie      | Genomineerde(n)                                                | Uitslag     |
| ---- | -------------- | -------------- | -------------------------------------------------------------- | ----------- |
| 1938 | Gouden Leeuwen | Beste Acteur   | Leslie Howard                                                  | Gewonnen    |
| 1938 | Gouden Leeuwen | Beste Film     | Pygmalion                                                      | Genomineerd |
| 1939 | Academy Awards | Beste Scenario | George Bernard Shaw, Ian Dalrymple, Cecil Lewis, W.P. Lipscomb | Gewonnen    |
| 1939 | Academy Awards | Beste Film     | Pygmalion                                                      | Genomineerd |
| 1939 | Academy Awards | Beste Acteur   | Leslie Howard                                                  | Genomineerd |
| 1939 | Academy Awards | Beste Actrice  | Wendy Hiller                                                   | Genomineerd |